# پوجیو ایمپریاله
پوجیو ایمپریاله (به ایتالیایی: Poggio Imperiale) یک کومونه در ایتالیا است که در استان فوجا واقع شده‌است. پوجیو ایمپریاله ۵۲٫۳۸ کیلومتر مربع مساحت و ۲٬۸۳۵ نفر جمعیت دارد و ۷۵ متر بالاتر از سطح دریا واقع شده‌است.